# Шоу, Брайан
Брайан К. Шоу (англ. Brian K. Shaw; родился 22 марта 1966 года, Окленд, Калифорния, США) — американский профессиональный баскетболист и тренер, выступавший в Национальной баскетбольной ассоциации.

## Ранние годы
Брайан Шоу родился в городе Окленд (штат Калифорния), учился в Оклендской школе имени епископа Джеймса Т. О’Доуда, в которой играл за местную баскетбольную команду.

## Студенческая карьера
После окончания школы Шоу поступил в Колледж Сент-Мэрис в Калифорнии, где в течение двух лет выступал за команду «Сент-Мэрис Джаелс». В 1988 году закончил Калифорнийский университет в Санта-Барбаре, где в течение двух лет играл за команду «УК Санта-Барбара Гаучос», в которой провёл успешную карьеру, набрал в итоге 714 очков, 484 подбора, 375 передач, 70 перехватов и 17 блок-шотов. При Шоу «Гаучос» ни разу не выигрывали ни регулярный чемпионат конференции Pacific Coast Athletic Association (PCAA), ни турнир конференции PCAA, и только один раз выходили в плей-офф студенческого чемпионата США (1988), однако дальше первого раунда не прошли.

## Карьера в НБА
Играл на позиции разыгрывающего защитника и атакующего защитника. В 1988 году был выбран на драфте НБА под 24-м номером командой «Бостон Селтикс». Позже выступал за команды «Мессаджеро Рим», «Майами Хит», «Орландо Мэджик», «Голден Стэйт Уорриорз», «Филадельфия-76», «Портленд Трэйл Блэйзерс» и «Лос-Анджелес Лейкерс». Всего в НБА провёл 14 сезонов. В 1988 году признавался баскетболистом года среди студентов конференции Pacific Coast Athletic Association. Всего за карьеру в НБА сыграл 943 игры, в которых набрал 6547 очков (в среднем 6,9 за игру), сделал 3183 подбора, 3918 передач, 747 перехватов и 252 блок-шота.
Свои лучшие годы в качестве игрока НБА Брайан Шоу провёл в «Бостон Селтикс», в рядах которых он выступал на протяжении двух с половиной (с небольшим перерывом) сезонов (1989—1989, 1990—1992). В дебютном сезоне он сыграл 82 игры, набирая в среднем за матч 8,6 очка и делая 4,6 подбора и 5,8 передачи, по итогам которого был включён во 2-ю сборную новичков НБА. В 1989 году Брайан уехал в Европу, где в течение одного сезона играл в Италии за римский клуб «Мессаджеро», хотя заключил с ним двухлетний контракт, а в следующем году вернулся в НБА, подписав с «Селтикс» новое соглашение. Самым лучшим в его карьере был сезон 1990/1991 годов, в котором он провёл 79 матчей, причём во всех выходил в стартовом составе, набирая в среднем за игру 13,8 очка и делая 4,7 подбора и 7,6 передачи.
Свои последние годы в качестве игрока НБА Шоу провёл в «Лос-Анджелес Лейкерс», в рядах которых выступал на протяжении четырёх сезонов (1999—2003), где воссоединился со своим бывшим одноклубником по «Мэджик» Шакилом О’Нилом. В составе «Лейкерс» он три года подряд становился чемпионом НБА (2000, 2001 и 2002).

## Карьера в сборной США
В 1986 году Шоу стал в составе сборной США победителем чемпионата мира по баскетболу в Испании, обыграв в финале сборную СССР (87—85).

## Тренерская карьера
После завершения профессиональной карьеры Шоу устроился на должность ассистента главного тренера в родную команду «Лос-Анджелес Лейкерс» (2005—2011), где на протяжении семи лет работал помощником Фила Джексона, под руководством которого он выиграл три чемпионских титула, будучи игроком. На новой должности он также выиграл два титула чемпиона НБА в 2009 и 2010 годах. Затем он два сезона работал на должности ассистента главного тренера в клубе «Индиана Пэйсерс» (2011—2013). 25 июня 2013 года Шоу устроился на должность главного тренера в команду «Денвер Наггетс», в которой сменил на этом посту Джорджа Карла. Из-за неудовлетворительных результатов команды он был уволен из «Наггетс» 3 марта 2015 года.

## Личная жизнь
26 июня 1993 года родители и сестра Брайана Шоу погибли в автокатастрофе в штате Невада. Дочь его сестры выжила в той автокатастрофе, и Шоу с помощью своей тёти смог поднять её на ноги. Его жена, Никки, профессиональный шеф-повар, они поженились в 1998 году, от неё у Брайана двое детей.

## Статистика

### Статистика в НБА
| Сезон                                                                                    | Команда      | Регулярный сезон | Регулярный сезон | Регулярный сезон | Регулярный сезон | Регулярный сезон | Регулярный сезон | Регулярный сезон | Регулярный сезон | Регулярный сезон | Регулярный сезон | Регулярный сезон | Серия плей-офф | Серия плей-офф | Серия плей-офф | Серия плей-офф | Серия плей-офф | Серия плей-офф | Серия плей-офф | Серия плей-офф | Серия плей-офф | Серия плей-офф | Серия плей-офф |
| Сезон                                                                                    | Команда      | GP               | GS               | MPG              | FG%              | 3P%              | FT%              | RPG              | APG              | SPG              | BPG              | PPG              | GP             | GS             | MPG            | FG%            | 3P%            | FT%            | RPG            | APG            | SPG            | BPG            | PPG            |
| ---------------------------------------------------------------------------------------- | ------------ | ---------------- | ---------------- | ---------------- | ---------------- | ---------------- | ---------------- | ---------------- | ---------------- | ---------------- | ---------------- | ---------------- | -------------- | -------------- | -------------- | -------------- | -------------- | -------------- | -------------- | -------------- | -------------- | -------------- | -------------- |
| 1988/89                                                                                  | Бостон       | 82               | 54               | 28,2             | 43,3             | 0,0              | 82,6             | 4,6              | 5,8              | 1,0              | 0,3              | 8,6              | 3              | 3              | 41,3           | 51,2           | 0,0            | 77,8           | 5,7            | 6,3            | 1,0            | 0,0            | 17,0           |
| 1990/91                                                                                  | Бостон       | 79               | 79               | 35,1             | 46,9             | 11,1             | 81,9             | 4,7              | 7,6              | 1,3              | 0,4              | 13,8             | 11             | 11             | 28,7           | 47,0           | 33,3           | 86,7           | 3,5            | 4,6            | 0,9            | 0,1            | 11,0           |
| 1991/92                                                                                  | Бостон       | 17               | 3                | 25,6             | 42,7             | 0,0              | 87,5             | 4,1              | 5,2              | 0,7              | 0,6              | 10,3             | Не участвовал  | Не участвовал  | Не участвовал  | Не участвовал  | Не участвовал  | Не участвовал  | Не участвовал  | Не участвовал  | Не участвовал  | Не участвовал  | Не участвовал  |
| 1991/92                                                                                  | Майами       | 46               | 23               | 21,5             | 39,8             | 31,3             | 72,5             | 2,9              | 3,5              | 1,0              | 0,3              | 7,0              | 3              | 3              | 28,3           | 46,7           | 60,0           | 62,5           | 4,3            | 4,0            | 0,7            | 0,0            | 12,0           |
| 1992/93                                                                                  | Майами       | 68               | 45               | 23,6             | 39,3             | 33,1             | 78,2             | 3,8              | 3,5              | 0,7              | 0,3              | 7,3              | Не участвовал  | Не участвовал  | Не участвовал  | Не участвовал  | Не участвовал  | Не участвовал  | Не участвовал  | Не участвовал  | Не участвовал  | Не участвовал  | Не участвовал  |
| 1993/94                                                                                  | Майами       | 77               | 52               | 26,5             | 41,7             | 33,8             | 71,9             | 4,5              | 5,0              | 0,9              | 0,3              | 9,0              | 5              | 5              | 22,4           | 39,0           | 0,0            | 58,3           | 4,0            | 1,8            | 0,8            | 0,2            | 7,8            |
| 1994/95                                                                                  | Орландо      | 78               | 9                | 23,5             | 38,9             | 26,1             | 73,7             | 3,1              | 5,2              | 0,9              | 0,2              | 6,4              | 21             | 0              | 16,9           | 39,0           | 38,6           | 62,5           | 3,0            | 3,1            | 0,5            | 0,2            | 6,6            |
| 1995/96                                                                                  | Орландо      | 75               | 1                | 22,4             | 37,4             | 28,5             | 79,8             | 3,0              | 4,5              | 0,8              | 0,1              | 6,6              | 10             | 0              | 21,7           | 34,6           | 36,4           | 75,0           | 2,1            | 4,6            | 0,5            | 0,0            | 4,7            |
| 1996/97                                                                                  | Орландо      | 77               | 31               | 24,3             | 36,6             | 32,5             | 79,3             | 2,5              | 4,1              | 0,9              | 0,3              | 7,2              | 5              | 4              | 16,4           | 15,8           | 33,3           | 50,0           | 1,8            | 1,6            | 0,2            | 0,2            | 2,0            |
| 1997/98                                                                                  | Голден Стэйт | 39               | 32               | 26,4             | 33,6             | 31,3             | 72,7             | 3,9              | 4,4              | 0,9              | 0,4              | 6,4              | Не участвовал  | Не участвовал  | Не участвовал  | Не участвовал  | Не участвовал  | Не участвовал  | Не участвовал  | Не участвовал  | Не участвовал  | Не участвовал  | Не участвовал  |
| 1997/98                                                                                  | Филадельфия  | 20               | 2                | 25,1             | 36,7             | 25,0             | 63,2             | 3,2              | 4,4              | 0,7              | 0,2              | 6,1              | Не участвовал  | Не участвовал  | Не участвовал  | Не участвовал  | Не участвовал  | Не участвовал  | Не участвовал  | Не участвовал  | Не участвовал  | Не участвовал  | Не участвовал  |
| 1998/99                                                                                  | Портленд     | 1                | 0                | 5,0              | 0,0              | -                | -                | 1,0              | 1,0              | 0,0              | 0,0              | 0,0              | Не участвовал  | Не участвовал  | Не участвовал  | Не участвовал  | Не участвовал  | Не участвовал  | Не участвовал  | Не участвовал  | Не участвовал  | Не участвовал  | Не участвовал  |
| 1999/00                                                                                  | Лейкерс      | 74               | 2                | 16,9             | 38,2             | 31,0             | 75,9             | 2,9              | 2,7              | 0,5              | 0,2              | 4,1              | 22             | 1              | 18,5           | 42,1           | 33,3           | 81,3           | 2,3            | 3,0            | 0,5            | 0,2            | 5,4            |
| 2000/01                                                                                  | Лейкерс      | 80               | 28               | 22,9             | 39,9             | 31,1             | 79,7             | 3,8              | 3,2              | 0,6              | 0,3              | 5,3              | 16             | 0              | 18,1           | 37,5           | 34,5           | 66,7           | 3,4            | 2,7            | 0,6            | 0,1            | 4,4            |
| 2001/02                                                                                  | Лейкерс      | 58               | 0                | 10,9             | 35,3             | 33,0             | 69,2             | 1,9              | 1,5              | 0,4              | 0,1              | 2,9              | 19             | 0              | 12,5           | 33,3           | 28,1           | 100,0          | 1,8            | 1,6            | 0,3            | 0,3            | 2,9            |
| 2002/03                                                                                  | Лейкерс      | 71               | 0                | 12,7             | 38,7             | 34,9             | 66,7             | 1,7              | 1,5              | 0,5              | 0,2              | 3,5              | 12             | 1              | 17,9           | 30,6           | 23,1           | 66,7           | 3,2            | 2,0            | 0,3            | 0,4            | 3,2            |
|                                                                                          | Всего        | 942              | 361              | 23,0             | 40,3             | 30,4             | 78,2             | 3,4              | 4,2              | 0,8              | 0,3              | 7,0              | 127            | 28             | 19,2           | 39,5           | 31,8           | 72,5           | 2,8            | 3,0            | 0,5            | 0,2            | 5,7            |
| Наведите курсор мыши на аббревиатуры в заголовке таблицы, чтобы прочесть их расшифровку. |              |                  |                  |                  |                  |                  |                  |                  |                  |                  |                  |                  |                |                |                |                |                |                |                |                |                |                |                |